# Cantón de Saint-Martin-de-Ré
El cantón de Saint-Martin-de-Ré era una división administrativa francesa, que estaba situada en el departamento de Charente Marítimo y la región de Poitou-Charentes.

## Composición
El cantón estaba formado por cinco comunas:
- La Flotte
- Le Bois-Plage-en-Ré
- Rivedoux-Plage
- Sainte-Marie-de-Ré
- Saint-Martin-de-Ré

## Supresión del cantón de Saint-Martin-de-Ré
En aplicación del Decreto nº 2014-269 de 27 de febrero de 2014, el cantón de Saint-Martin-de-Ré fue suprimido el 22 de marzo de 2015 y sus 5 comunas pasaron a formar parte del nuevo cantón de la Isla de Ré.